# قلعة المنتفورت

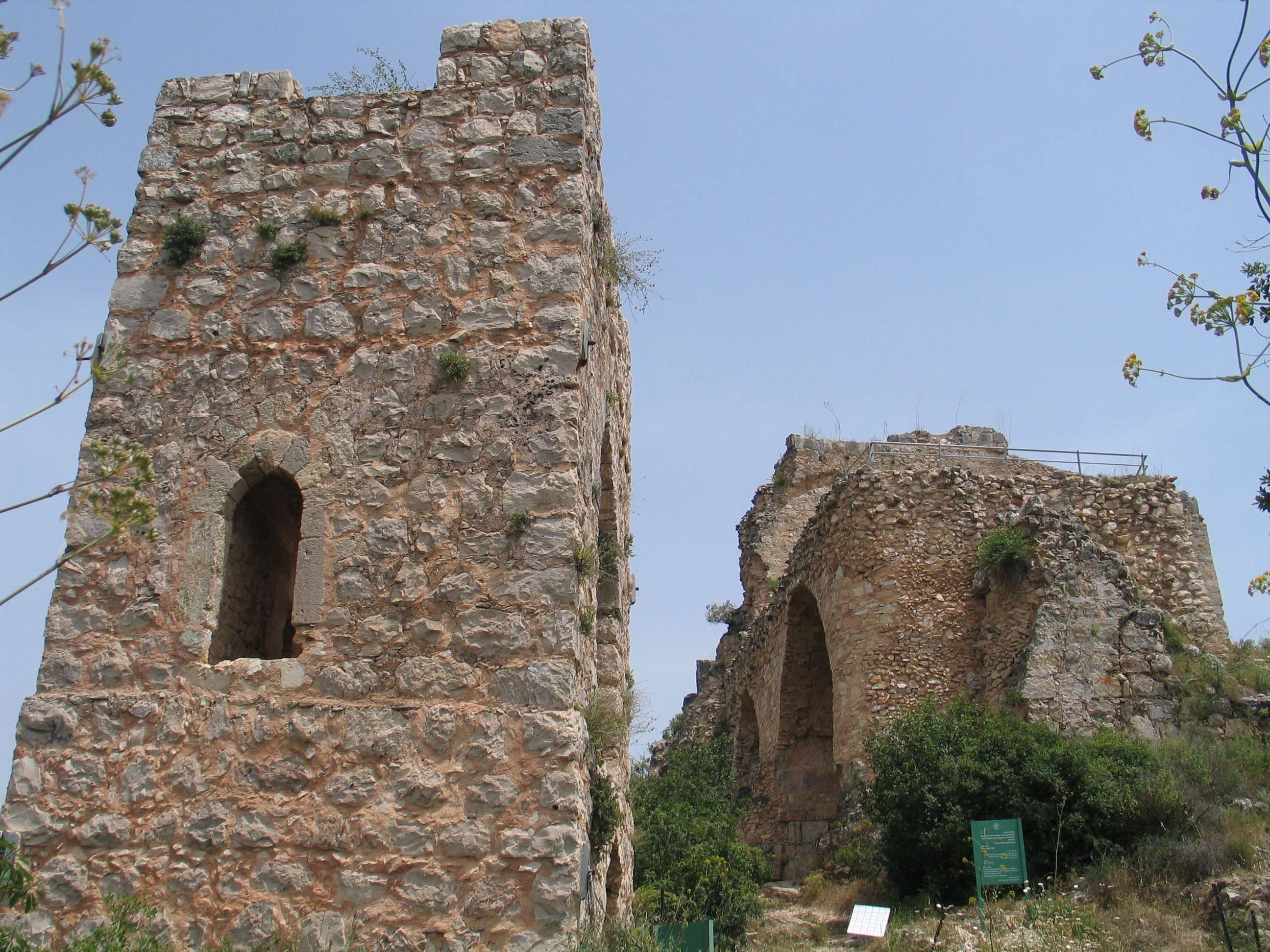
قلعة المنتفورت في عكا

قلعة المنتفورت أو (قلعة القرين) (بالعبرية: מבצר מונפור‏) (بالإنجليزية: Montfort Castle)‏.

## التسمية
أطلق على هذا الموقع أكثر من تسمية وذلك بحسب ورودها في المصادر العربية واللاتينية، فقد ذكرت في المصادر العربية على أنها كلمة سريانية تعي القمة والعلو ومن معانيها الأخرى الحصن أو القلعة. أما المصادر اللاتينية فقد أوردتها بعدة أسماء منها «مونتفورت» وتعني الجبل القوي (بالفرنسية: Montfort)‏، وسميت أيضا القلعة الملكية الجديدة (باللاتينية: Castellum Novus Regis)‏، كما سميت من أسمائها الأخرى شتاركنبيرغ (بالألمانية: Starkenberg)‏ هي ترجمة ألمانية لمونتفورت، وأطلقت عليها بعد أن اعاد الفرسان الألمان التيوتون بناءها وجعلوها مركزا لهم.

## المكان

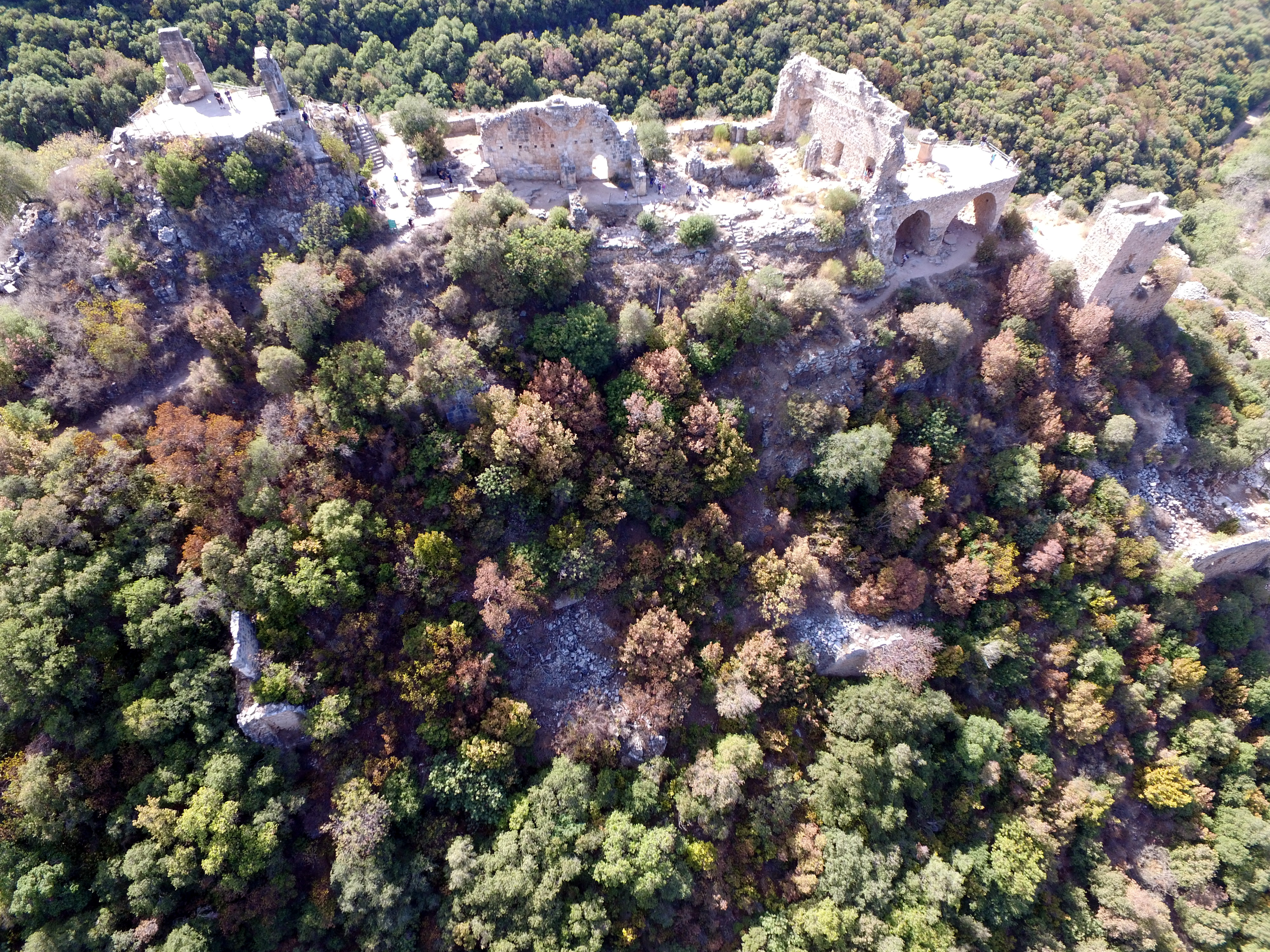
صورة لقلعة منتفورت من الأعلى

تقع قلعة المنتفورت على تلة في الشمال الشرقي من مدينة عكا وعلى مسافة 20 كم منها، بارتفاع 300 م عن سطح البحر، وقد بنيت القلعة على جرف صخري في واد عميق يشرف على أحد جبال الجليل الأعلى ويطل على وادي القرن المجاور. بقايا القلعة الموجودة في هذا الزمن تعود إلى الفترة الصليبية فهي بالأصل قلعة رومانية بيزنطية وقد أعاد بنائها الصليبون الفرنسيون وكانت تابعة لقلعة الملك في معليا، ولكن بِيعت قلعة مونتفورت إلى فرسان الهيكل (التيوتنز) الألمان وترجم اسم القلعة للألماني فسمّيت شتاركينيرج. استولى عليها صلاح الدين الأيوبي عام 1187م لكن الصليبيين استردوها بعد خمسة سنوات وأعادوا بنائها. وفي أيار من عام 1266م عاد السلطان المملوكي بيبرس لاستئناف الحرب ضد الصليبيين بمهاجمة عكا في أول حزيران ولما وجدها قوية التحصين انتقل إلى قلعة مونتفورت فوجدها هي الأخرى صعبة المنال فقصد صفد التي كانت منذ سنة 1240م في حماية فرسان الاسبتارية. وبعد خمسة سنوات عاد بيبرس ليحاصر قلعة مونتفورت وأحضر معه فرقة الهندسة التي استطاع جنودها هدم الجدار الجنوبي لسور القلعة الخارجي خلال أسبوع بضربها بالمنجنيق في الجهة الجنوبية وبقي الفرسان يدافعون عن القلعة رغم قلة عددهم ورغم أنهيار قسم من السور إلى طلوع الفجر، وبعدها قاموا بالاتفاق مع بيبرس بتسليم القلعة بشرط أن يسمح لهم بالمغادرة مع أموالهم وأرشيفهم إلى عكا.